# Virbio
Virbio (in latino Virbius) è un personaggio della mitologia romana.
Secondo la versione prevalente, nella mitologia greca corrisponde ad Ippolito ed il mito di questi racconta che dopo la morte, fu resuscitato da Esculapio e prese il nome di Virbio (nato due volte). È però possibile che si tratti di un'antica divinità italica, identificata in un secondo momento con la sua controparte greca. 

## Genealogia
Nella mitologia greca è figlio di Teseo e di un'Amazzone (Antiope o Ippolita o Melanippe o Glauce).
Secondo Virgilio tuttavia, Ippolito e Virbio non sono da identificare, ma sono invece padre e figlio. Secondo questo autore Ippolito, trasferitosi nel Lazio, sposò una donna di nome Aricia e divenne con lei il padre di Virbio.

## Mitologia
Come gran parte delle figure romane, anche Virbio ha origine da un personaggio greco (Ippolito) che, con la sua matrigna Fedra, fu il protagonista di una tragedia di Euripide che lo vide causa e vittima di una vendetta di Afrodite.
La stessa leggenda fu ripresa da più autori romani (Igino, Ovidio e Servius) i quali dopo l'episodio della sua resurrezione gli diedero il nome di Virbius (nato due volte).
Virbio si trasferì nel Latium dove portò il culto di Artemide (Diana per i romani) e fondò il santuario di Diana Nemorensis ad Aricia.

## Testimonianze del culto
La strada che saliva da Bovillae ad Aricia era chiamata clivus Virbi ed era nota per i numerosi mendicanti che chiedevano l'elemosina ai pellegrini che si recavano al tempio. Virbio era descritto come un uomo anziano e la sua immagine di culto non poteva essere toccata.
Ci sono alcune tracce della sua adorazione al di fuori del santuario di Aricia ed un'altra testimonianza del culto corrisponde ad un'iscrizione che menziona un Flamine Virbialis come sacerdote di Virbio.